# وحشيات حديثة
الوحشيات الحديثة (الاسم العلمي: Cainotheriidae)، هي فصيلة منقرضة من مزدوجات الأصابع عرفت في أواخر العصر الأيوسيني حتى وسط العصر الميوسيني في أوروبا. وجد أغلبها محفوظة في الرواسب الكارستية.